# Ludwig Dehio
 (janvier 2017).
Si vous disposez d'ouvrages ou d'articles de référence ou si vous connaissez des sites web de qualité traitant du thème abordé ici, merci de compléter l'article en donnant les références utiles à sa vérifiabilité et en les liant à la section « Notes et références ».
Ludwig Dehio (né le 25 août 1888 à Königsberg - décédé le 24 novembre 1963 à Marbourg) est un historien et archiviste allemand.
Il contribue à la revue historique allemande Historische Zeitschrift.

## Œuvres
- Gleichgewicht oder Hegemonie. Betrachtungen über ein Grundproblem der neueren Staatengeschichte. Krefeld 1948.
- Friedrich Meinecke. Der Historiker in der Krise. Festrede, gehalten am Tage des 90. Geburtstages. Berlin 1953.
- Deutschland und die Weltpolitik im 20. Jahrhundert. München 1955.
- Friedrich Wilhelm IV. von Preußen, ein Baukünstler der Romantik. München 1961.